# Wilde kardinaalsmuts
Wilde kardinaalsmuts (Euonymus europaeus L.) is een plant uit de kardinaalsmutsfamilie (Celastraceae). Het is een struik die van nature voorkomt in de Benelux. De plant wordt gemiddeld tot zo'n drie meter hoog.

## Naamgeving
De Nederlandse naam verwijst naar de gelijkenis van de vrucht met het hoofddeksel van een kardinaal. Euonymus is samengesteld uit het Griekse eu ('goed' of 'waar') en onoma ('naam'). Theophrastus heeft deze heester genoemd naar Euonyme, de moeder van de Furiën. De soortaanduiding europaeus betekent 'Europees'.

## Verspreiding
Wilde kardinaalsmuts komt in Europa voor van zuidelijk Zweden, Ierland, Wales en Engeland tot in noordelijk Turkije en noordelijk Iran, en oostelijk tot in de Kaukasus. Alleen in Zuidoost-Spanje ontbreekt ze. De soort is ook ingeburgerd in oostelijk Noord-Amerika, in een strook ter hoogte van de grens tussen de VS en Canada. 
In Nederland is de wilde kardinaalsmuts algemeen in de Zeeuwse en Hollandse duinen, vrij algemeen in het rivierengebied en in Zuid-Limburg, vrij zeldzaam in Noord-Brabant, de Achterhoek, Twente en Drenthe en zeldzaam in Zeeland, en in gebieden met laagveen en zeeklei. In België is deze vrij algemeen in de duinen, de Leemstreek, langs de Maas en in Lotharingen, maar elders zeldzamer.

## Beschrijving

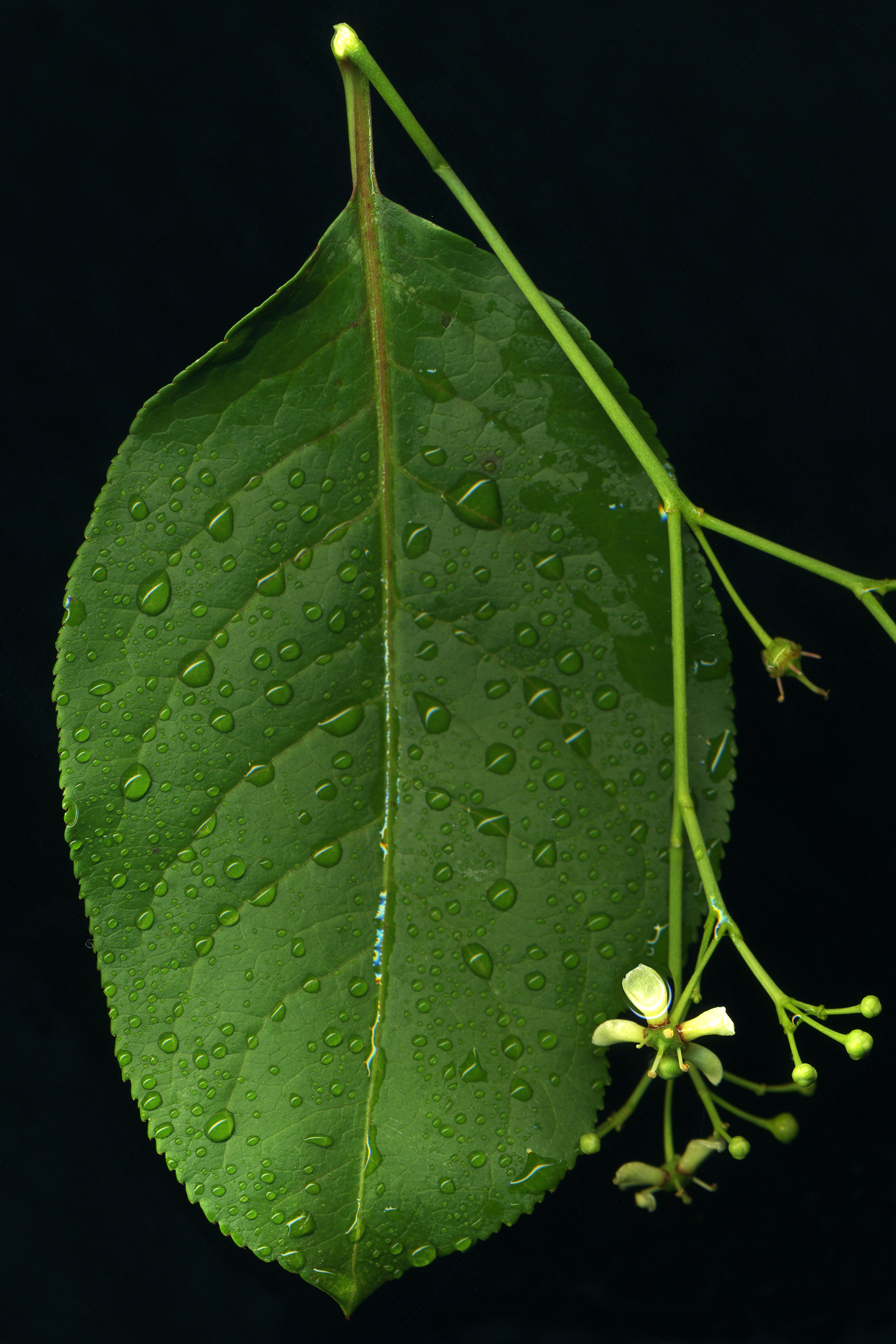
Blad en bloemtros

De bladverliezende struik is 1,5–6 meter hoog en bloeit aan het begin van de zomer en vaak opnieuw in de nazomer. De twijgen zijn opvallend donkergroen van kleur en vaak kantig door vier kurklijsten. De takken en bladeren staan kruiswijs tegenover elkaar, waarbij de zijtakken een min of meer rechte hoek maken. De winterknoppen zijn bedekt. 

### Bladeren
De bladeren verschijnen voor de bloemen en zijn lichter groen dan de takken. Meestal komen er in de vroege zomer nieuwe bladeren, het zogenoemde sint-janslot, een eigenschap die de struik in staat stelt snel te regenereren na te zijn aangetast door vraat van konijnen of larven van stippelmotten. De bladeren zijn ca. 5 cm lang, langwerpig met een spitse top, een wigvormige voet en een ondiep gezaagde rand. Aan de voet van de korte bladsteel (ca. 5 mm) staan kleine steunblaadjes, die relatief snel afvallen. In de herfst krijgen de bladeren een framboosrode kleur alvorens af te vallen. Uit de grond komen vaak waterloten, die sterk verkurkt zijn. Grotere bladeren hebben deels een verspreide bladstand. 

### Bloemen en vruchten
De bloemen zijn klein (doorsnede ca. 8 mm), met vier groene kelkblaadjes, vier afwisselend daarmee staande en langere witgroene vrije kroonblaadjes en vier voor de kelkblaadjes staande meeldraden. Het vruchtbeginsel is bovenstandig en aan de basis omgeven door een schijf die nectar afscheidt. Gedurende de late zomer en de herfst worden de doosvruchten fel frambozenrood; daarna springen de vier hokken met overlangse spleten open en komt er uit elk hok één zaad aan een dunne draad te hangen. De zaden zijn wit, maar helemaal omgeven door een feloranje zaadhuid.
Vaak zijn of de meeldraden of de stamper slecht ontwikkeld, zodat de bloem functioneel eenslachtig is. Aan afzonderlijke planten komen alle mogelijke combinaties voor: uitsluitend mannelijke bloemen, uitsluitend vrouwelijke bloemen, uitsluitend tweeslachtige bloemen, mannelijke en vrouwelijke bloemen aan dezelfde plant, mannelijke en tweeslachtige bloemen aan dezelfde plant, vrouwelijke en tweeslachtige bloemen aan dezelfde plant, en vrouwelijke, mannelijke en tweeslachtige bloemen aan dezelfde plant. De meeldraden van tweeslachtige bloemen zijn eerder rijp dan hun stampers (protandrie), en voorkomen zo zelfbestuiving.

## Ecologie
Wilde kardinaalsmuts is een kensoort voor de klasse van doornstruwelen (Rhamno-Prunetea). De plant komt voor in bossen en struwelen, vooral in de duinen. De soort groeit bij voorkeur op kalkhoudende grond, vaak samen met sleedoorn, eenstijlige meidoorn, wegedoorn, en rode kornoelje. Kruisbestuiving vindt plaats door insecten met korte tongen, die de nectar oplikken van de schijf. Het zaad wordt door vogels zoals lijsters, mezen en roodborstjes gegeten en met hun ontlasting verspreid. De plant herstelt zich goed na vraat door het maken van sint-janslot en waterlot. De bast van de kardinaalsmuts vormt een belangrijk aandeel van het wintervoedsel van konijnen, die de twijgen schillen zo hoog als ze vanaf de grond kunnen reiken. De struik is de enige voedselbron voor de rupsen van de aangebrande spanner (Ligdia adustata), de kardinaalsmutsstippelmot (Yponomeuta cagnagella), en de waasjesstippelmot (Y. irrorella). De grootvlekstippelmot (Y. plumbellus) is zelfs gespecialiseerd op het blad van het waterlot. Aan de voet van dikkere stammetjes groeit soms de kardinaalsmutsvuurzwam (Phyllophora ribis forma evonymi), een vorm van de bessenvuurzwam. Wilde kardinaalsmuts bevat de stof dulcitol, die op de eters van deze struik een grote aantrekkingskracht uitoefent.

## Gebruik
Er bestaan verschillende cultivars van de wilde kardinaalsmuts. Het hout is hard en werd vroeger gebruikt voor het maken van breinaalden, klossen en spintollen, vandaar de Engelse naam spindle tree. Voor mensen is de plant giftig. Bij inname kan men last krijgen van braken, buikloop, buikkrampen en sufheid. Vers blad of gedroogde bast en vruchten zouden zijn gebruikt tegen hoofdluis en huidaandoeningen.

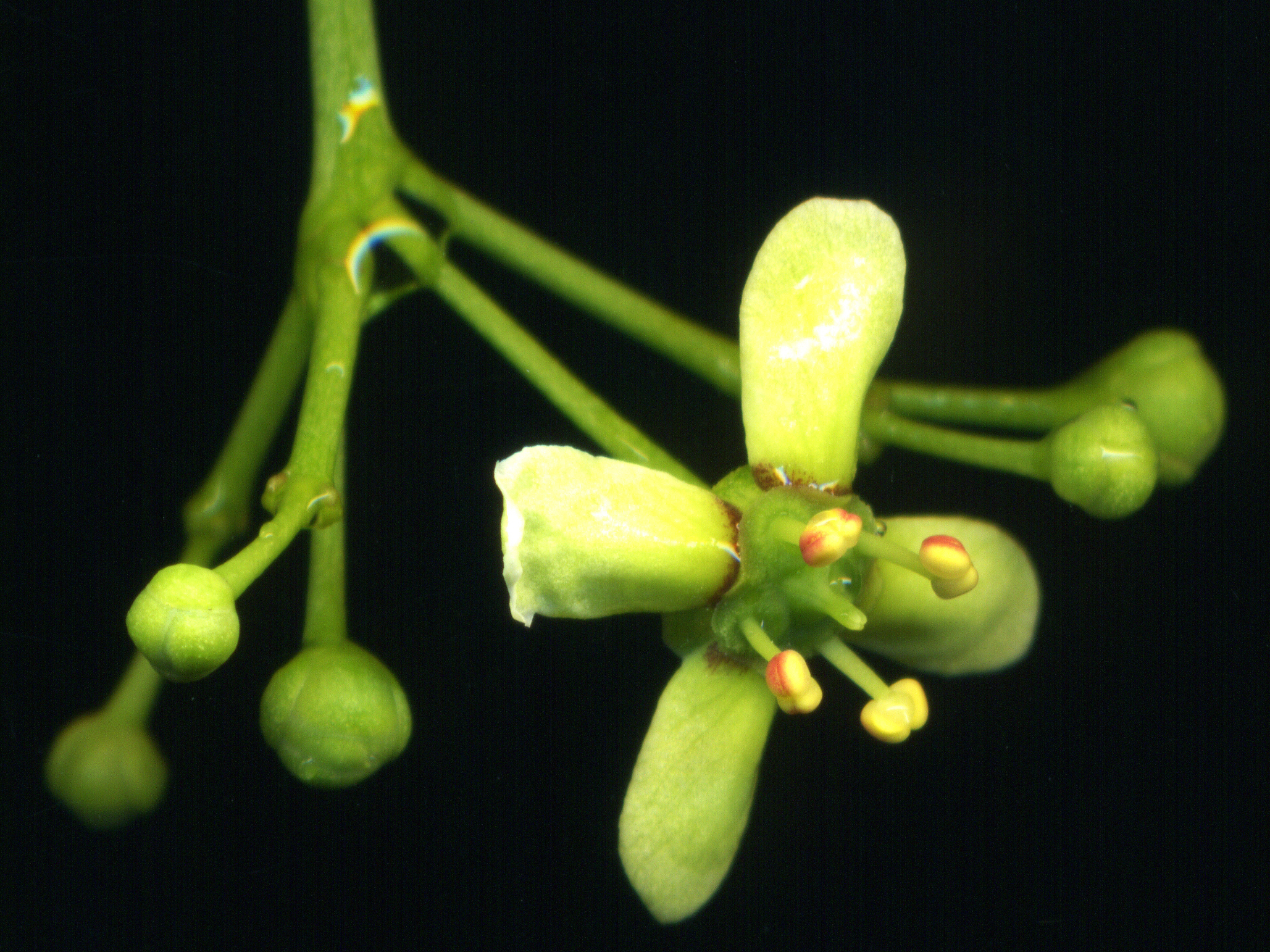
Mannelijke bloem
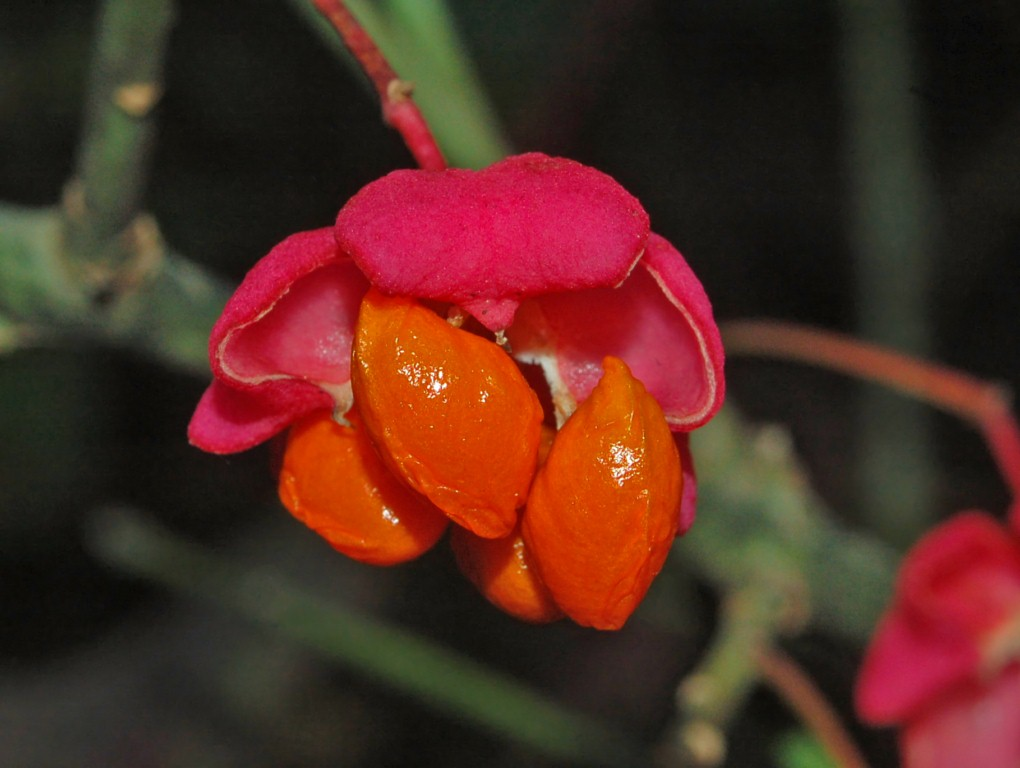
Vrucht met zaden
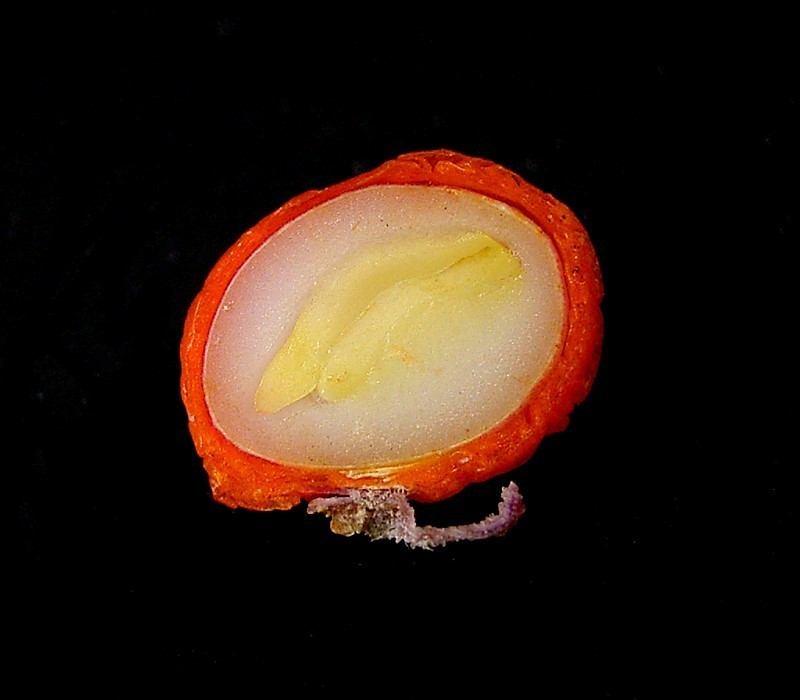
Doorsnede zaad
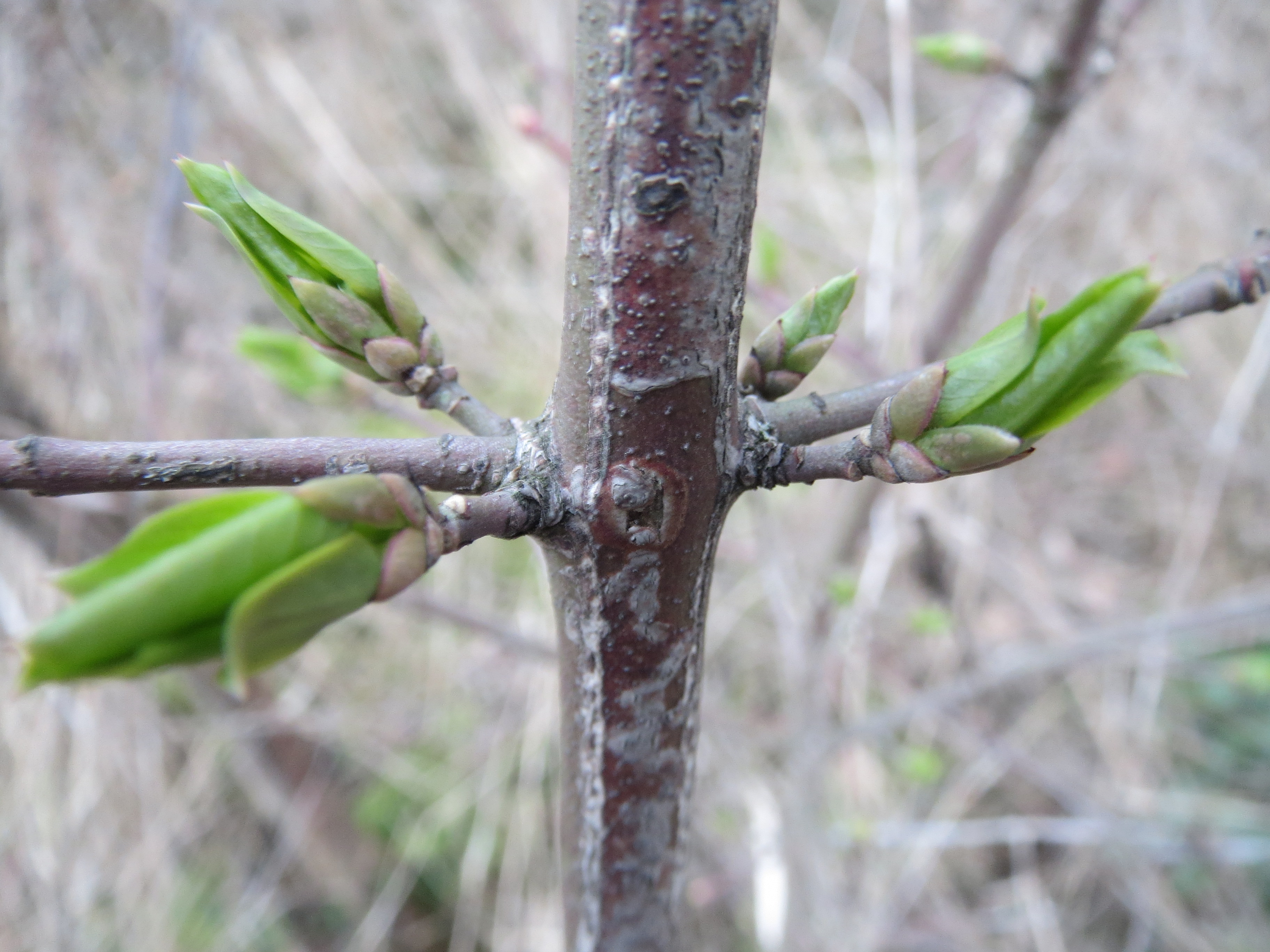
Loodrechte zijtakken
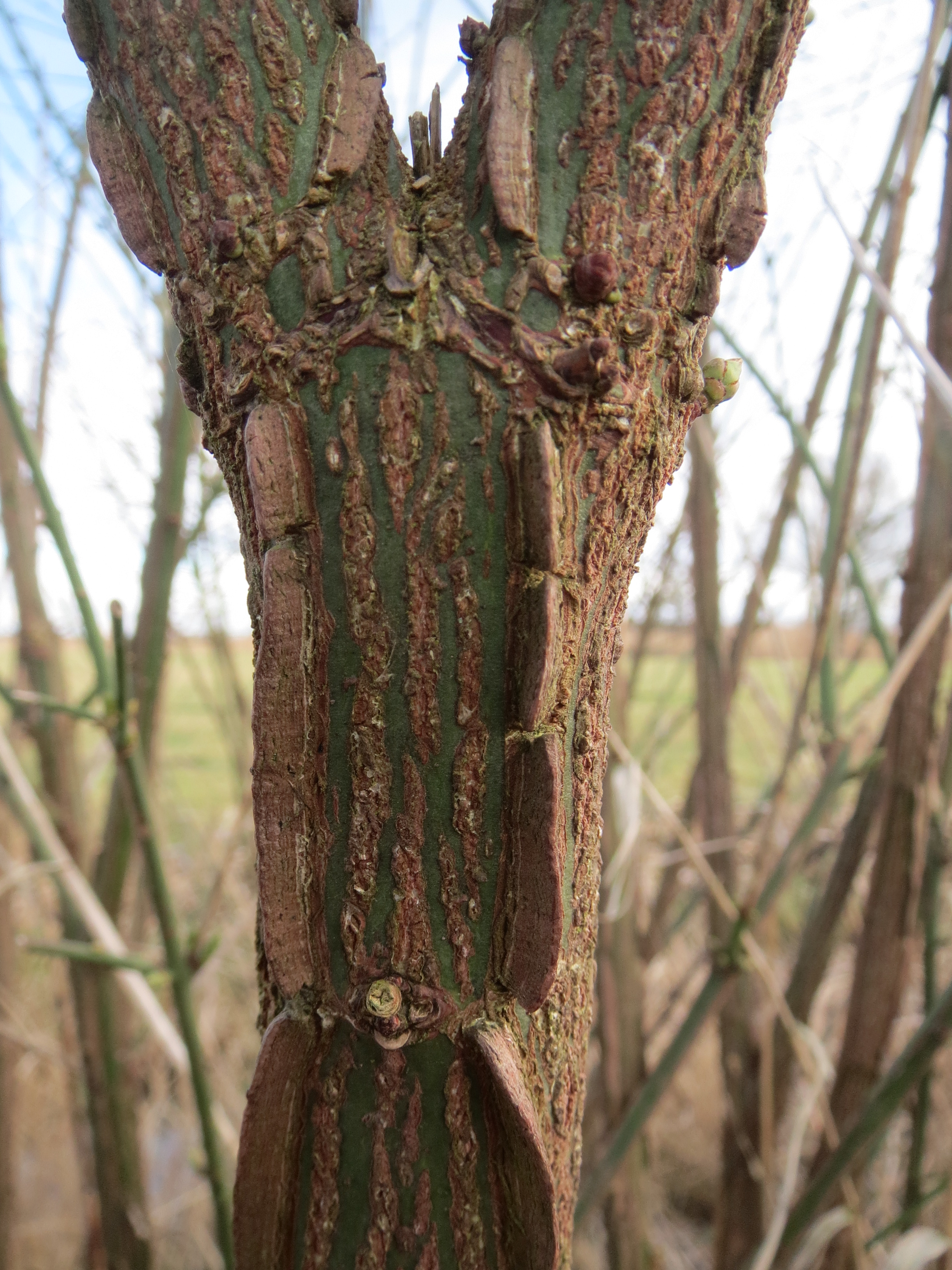
Kurklijsten
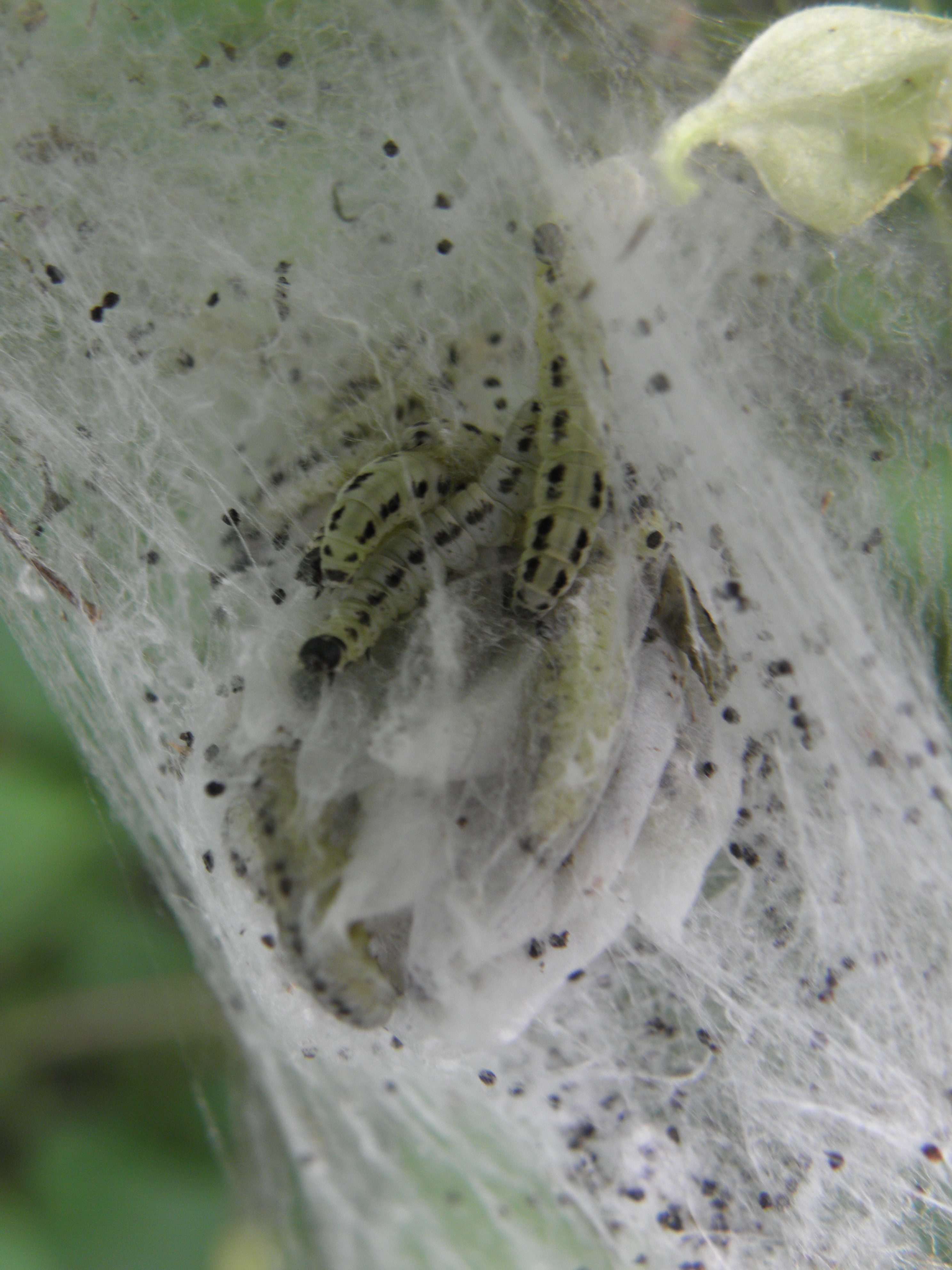
Stippelmottennest
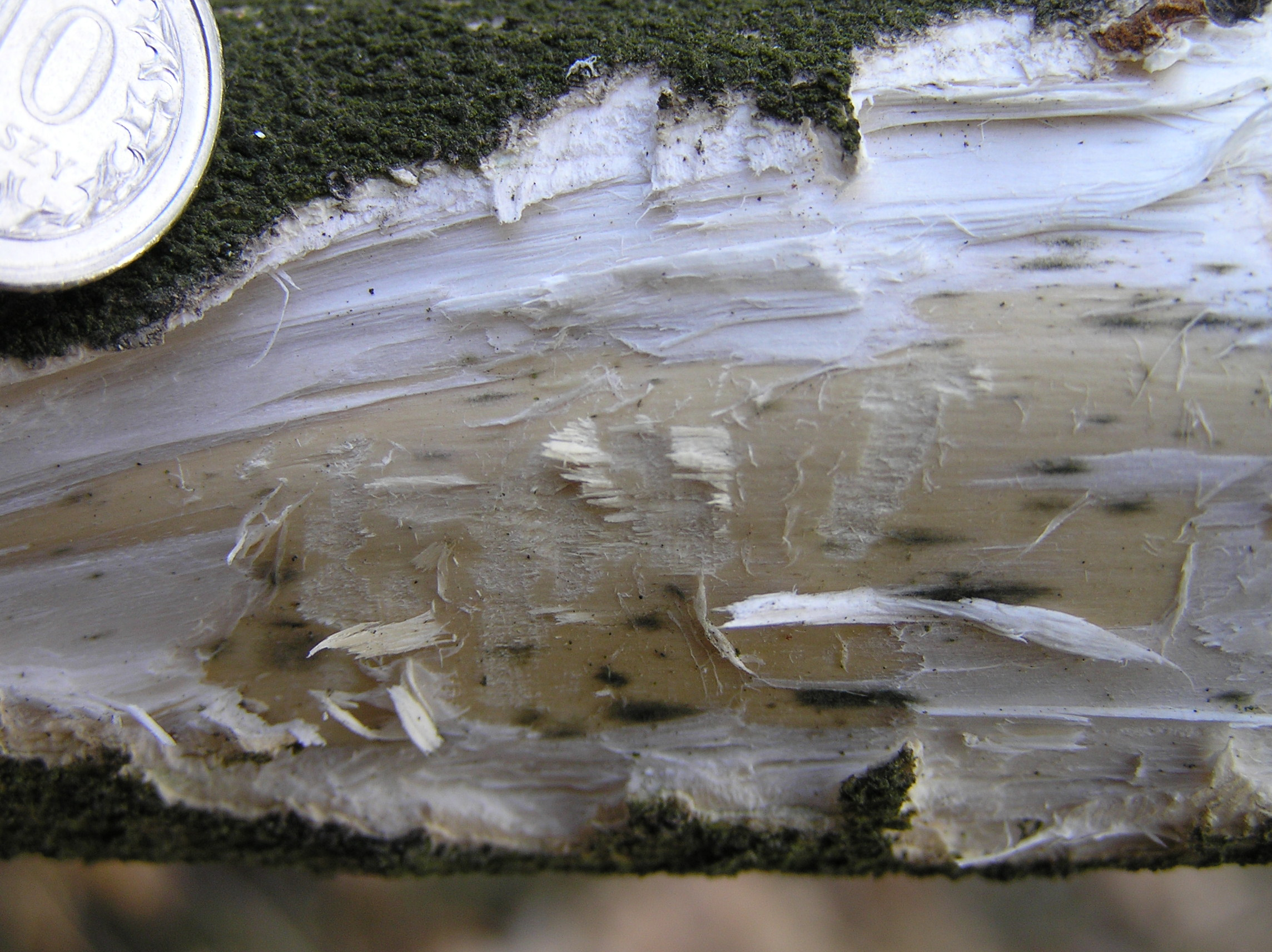
Konijnenvraat
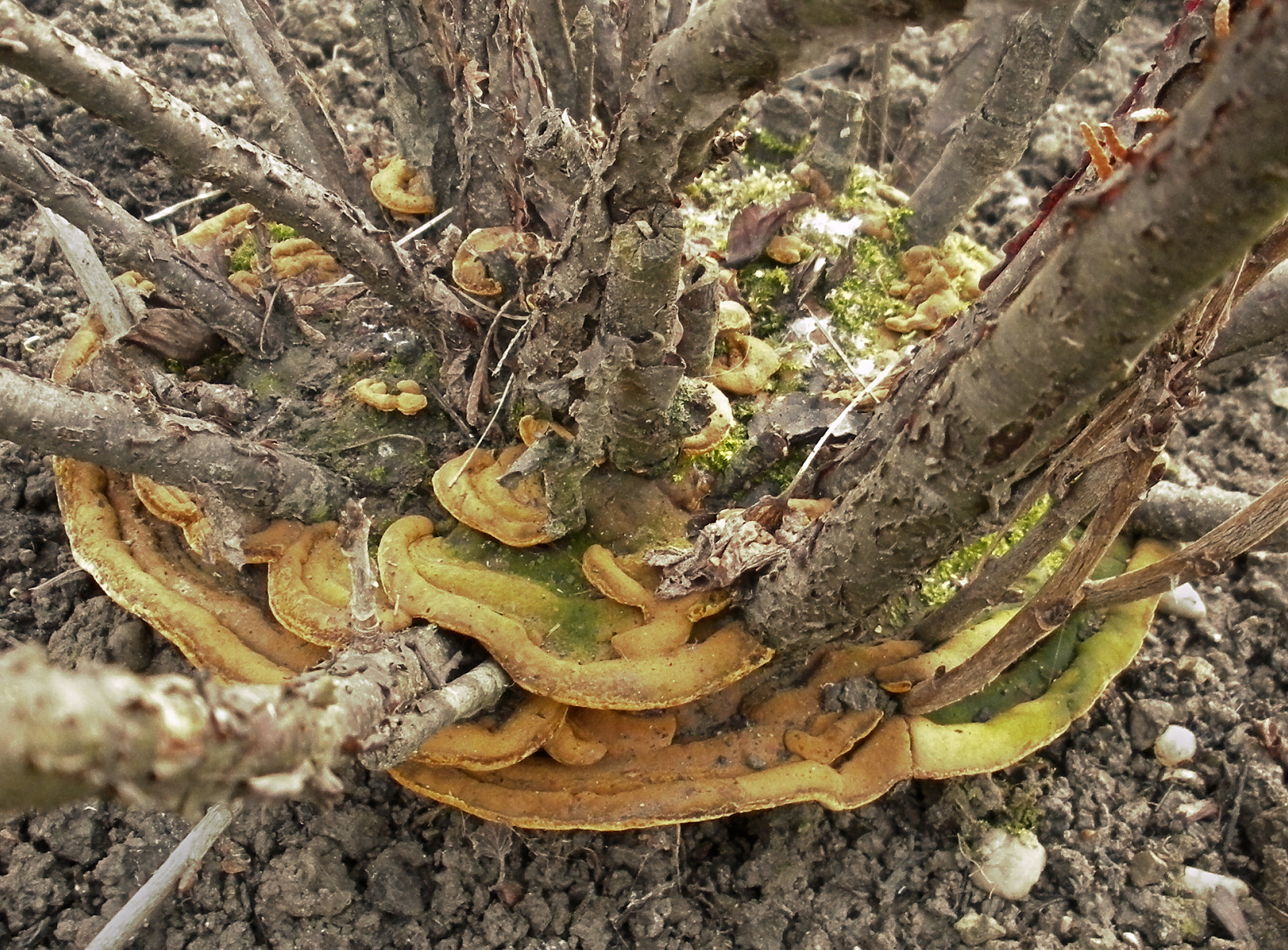
Kardinaalsmutsvuurzwam